# MHC Hoevelaken
MHC Hoevelaken is een Nederlandse hockeyclub uit de Gelderse plaats Hoevelaken.
De club werd opgericht op 8 december 1975 en speelt op Sportpark Veenwal. Het eerste herenteam komt in het seizoen 2012/13 uit in de Derde klasse en het eerste damesteam komt uit in de vierde klasse van de KNHB.